# Zosterops metcalfii
El anteojitos goliamarillo (Zosterops metcalfii) es una especie de ave paseriforme en la familia Zosteropidae.

## Distribución geográfica y hábitat
Es endémica del archipiélago de las islas Salomón.
Se reconocen las siguientes subespecies:
- Z. m. exiguus: Bougainville, Buka, Shortland, Choiseul.
- Z. m. metcalfii: Santa Isabel, Malakobi.
- Z. m. floridanus: islas Florida.

Sus hábitats naturales son las bosques tropicales o subtropicales húmedos.